# Ronnie Ferrari
Hubert Kacperski, dit Ronnie Ferrari est un chanteur et rappeur polonais né le 18 septembre 1999 à Włocławek.

## Biographie

### Jeunesse et études
Hubert Kacperski est né le 18 septembre 1999 à Włocławek, dans la voïvodie de Couïavie-Poméranie, en Pologne,.
Il a fréquenté successivement l'école primaire no 23 S. Wyszyński, le collège no 4 et le complexe scolaire technique de Włocławek (pl),.
Depuis 2019, il vit à Gdynia, où il étudie les études américaines à l'école supérieure bancaire,.

### Carrière
Durant ses études, il participe à des concours musicaux.
Il commence sa carrière musicale professionnelle en publiant des chansons sur YouTube. Au début, il enregistre des reprises, notamment de chansons de Justin Bieber.
Depuis 2017, il publie des chansons originales, qu'il décrit comme une combinaison de disco polo, de hip-hop, de musique folklorique et de techno.
Dans les interviews, il souligne à plusieurs reprises qu'il ne veut être lié à aucune maison de disques, et possède sa propre agence appelée Agencja artystyczna Ronnie Ferrari Hubert Kacperski, enregistrée le 5 novembre 2018 à Włocławek.

#### Ona by tak chciała
Le 21 juillet 2019, à l'occasion de l'anniversaire de l'union de ses parents, il sort la chanson Ona by tak chciała, qui, comme il l'explique dans des interviews, se voulait initialement « une parodie de disco polo et de rap de rue ».
L'enregistrement atteint plus de 40 millions de vues en ligne un mois après sa sortie, et plus de 100 millions de vues au bout de quatre mois. Il est devient la première vidéo polonaise avec plus d'un million de likes sur YouTube, et gagne en popularité dans tout le pays, par exemple lors de mariages,.
Elle figure sur deux compilations de chansons de polo disco, toutes deux datant de 2019 : Czas na Disco et Hity Na Czasie Jesień 2019 (sorties chez Magic Records (pl)).
Le 22 septembre, il chante son tube lors de l'émission Roztańczony PGE Narodowy 2019 produite par TVP 2 au Stade national de Varsovie, et le 29 septembre, il l'interprète lors de l'émission matinale de TVP 2 Pytanie na śniadanie. La performance a entraîné le licenciement de l'éditeur de l'émission, Jacek Kurski (pl), président de la station à l'époque, estimant qu'une chanson contenant des allusions, entre autres, à la consommation de drogues « va à l'encontre de l'éthique de la station ».

#### Szubiennica ***** ***
Le 28 octobre 2020, il publie la chanson Szubienica ***** ***, dans laquelle il exprime son soutien aux manifestations de la grève des femmes 2020-2021 en Pologne.

### Vie privée
Il est fiancé à Zuzanna Darga. Il participe à de nombreuses activités caritatives.

## Discographie

### Singles
| Année | Titre              | Certification     |
| ----- | ------------------ | ----------------- |
| 2017  | Ruskacz            | POL : Platine     |
| 2019  | Ona by tak chciała | POL : 2 × Diamant |
| 2020  | Szubienica         | POL : Platine     |
| 2021  | Origami            | POL : 3 × Platine |